# Galaţi (distrikt)
Galaţi er et distrikt i Moldavien i Rumænien med 619.556 (2002) indbyggere. Hovedstad er byen Galaţi.

## Byer
- Galaţi
- Tecuci
- Târgu Bujor
- Bereşti

## Kommuner
| - Bălăbăneşti - Bălăşeşti - Băleni - Băneasa - Barcea - Bereşti - Bereşti-Meria - Brăhăşeşti - Braniştea - Buciumeni - Cavadineşti - Cerţeşti - Corni - Corod | - Cosmeşti - Costache Negri - Cuca - Cudalbi - Cuza Vodă - Drăgăneşti - Drăguşeni - Fârţăneşti - Folteşti - Frumuşiţa - Fundeni - Ghidigeni - Gohor - Griviţa | - Independenţa - Iveşti - Jorăşti - Lieşti - Măstăcani - Matca - Movileni - Munteni - Nămoloasa - Negrileşti - Nicoreşti - Oancea - Pechea - Piscu | - Poiana - Priponeşti - Rădeşti - Rediu - Scânteieşti - Schela - Şendreni - Slobozia Conachi - Smârdan - Smulţi - Suceveni - Ţepu - Tudor Vladimirescu - Tuluceşti | - Umbrăreşti - Valea Mărului - Vânători - Vârlezi - Vlădeşti |

## Demografi
45°47′N 27°47′Ø / 45.79°N 27.78°Ø